# Levasseur PL.4
Levasseur PL.4 là một loại máy bay trinh sát trên tàu sân bay, sản xuất tại Pháp trong thập niên 1920.

## Quốc gia sử dụng
France
- Aéronavale

## Tính năng kỹ chiến thuật
Đặc điểm tổng quát
- Kíp lái: 3
- Chiều dài: 9.67 m (31 ft 9 in)
- Sải cánh: 14.60 m (47 ft 11 in)
- Chiều cao: 3.85 m (12 ft 8 in)
- Diện tích cánh: 61.0 m2 (656 ft2)
- Trọng lượng rỗng: 1.690 kg (3.720 lb)
- Trọng lượng có tải: 2.640 kg (5.810 lb)
- Powerplant: 1 × Lorraine-Dietrich 12Eb, 335 kW (450 hp)

Hiệu suất bay
- Vận tốc cực đại: 178 km/h (111 mph)
- Tầm bay: 900 km (560 dặm)
- Trần bay: 5.000 m (16.400 ft)